# Ain't Complaining
Ain't Complaining är andra albumet efter återföreningen av det brittiska rockbandet Status Quo. Burning Bridges blev albumets största hit.

## Låtlista
1. "Ain't Complaining" (Parfitt/Williams) – 3:59
2. "Everytime I Think Of You" (Edwards/Rich/Paxman) – 3:49
3. "One For The Money" (Parfitt/Williams) – 4:52
4. "Another Shipwreck" (Bown) – 3:48
5. "Don't Mind If I Do" (Rossi/Edwards) – 4:41
6. "I Know You're Leaving" (Van Tijn/Fluitsma) – 4:45
7. "Cross That Bridge" (David) – 3:31
8. "Cream Of The Crop" (Rossi/Frost) – 4:03
9. "The Loving Game" (Parfitt/Edwards/Rich) – 4:23
10. "Who Gets The Love" (Williams/Goodisin) – 5:33
11. "Burning Bridges" (Rossi/Bown) – 4:19
12. "Magic" (Rossi/Frost) – 3:52